# Saharanpur
Saharanpur (in hindi सहारनपुर, in urdu شاہجہان پور) è una suddivisione dell'India, classificata come municipal board, settentrionale di 452.925 abitanti, capoluogo del distretto di Saharanpur, nello stato federato dell'Uttar Pradesh, presso il confine con gli stati federati dell'Haryana e dell'Uttarakhand. In base al numero di abitanti la città rientra nella classe I (da 100.000 persone in su).
È tra le città più sviluppate dell'Uttar Pradesh, nota per l'industria del legno scolpito e per svariate altre produzioni: industria tessile, zucchero, carta, sigarette e mango. Adagiata in una fascia fertile è ricca di produzioni cerealicole e frutticole; da notare che molto del riso basmati per cui è famosa Dehradun è prodotto in questo distretto.

## Geografia fisica
La città è situata a 29° 58' 0 N e 77° 32' 60 E e ha un'altitudine di 268 m s.l.m..

## Società

### Evoluzione demografica
Al censimento del 2001 la popolazione di Saharanpur assommava a 452.925 persone, delle quali 239.456 maschi e 213.469 femmine. I bambini di età inferiore o uguale ai sei anni assommavano a 63.136, dei quali 33.919 maschi e 29.217 femmine. Infine, coloro che erano in grado di saper almeno leggere e scrivere erano 288.725, dei quali 161.507 maschi e 127.218 femmine.

## Storia

### Periodo antico
Le caratteristiche fisiche del territorio in cui sorge la città hanno favorito l'insediamento dell'uomo; gli scavi archeologici hanno evidenziato il susseguirsi di vari insediamenti nel corso dei secoli.
Scavi eseguiti in varie zone del distretto, come Ambakheri, Bargaon, Hulas, Bahadarabad e Naseerpur hanno portato al ritrovamento di manufatti risalenti all'inizio del II millennio a.C. Alcune tracce risalgono alla civiltà della valle dell'Indo o addirittura precedenti ed alcuni siti possono essere classificati come centri della civiltà diHarappa.

### Periodo medioevale
Durante il regno di Shamsu'd-Din Iltutmish (1211-1236), il terzo e il più grande dei sultani di Delhi Saharanpur entrò a far parte del territorio della dinastia Mamluk.
Muhammad bin Tughluq, sultano di Delhi dal 1325 al 1351 intraprese nel 1340 una campagna nel Doab settentrionale per scacciare i re del Shiwalik. Secondo la tradizione, non suffragata da fonti, egli apprese della presenza di un Sufi sulle rive del fiume Paondhoi. Dopo aver fatto visita al saggio, ordinò che da quel momento il luogo sarebbe stato chiamato Shah-Harunpur, dal nome del Sufi, Shah Harun Chisti.
Un'altra leggenda racconta che la città fosse chiamata originariamente Shah Ranbir, da cui Saharanpur, dal Raja Shah Ranbir Singh che costruì la città e fondò un tempio nel Muhullah Chaundhariyan.
Akbar fu il primo sovrano Moghul a fare di Saharanpur un centro amministrativo. Fu nominato un governatore e istituita la Saharanpur-Sarkar, parte della provincia di Delhi. Il Jagir di Saharanpur fu accordato al Raja Sah Ranveer Singh che fondò l'attuale città di Saharanpur. La Saharanpur di Sah Ranveer Singh era una città circondata da mura, con quattro porte: Sarai, Mali, Buria e Lakhi. Le rovine del forte di Sah Ranveer Singh sono ancora oggi visibili nella località di Chaudharian. Si trattava comunque di un piccolo villaggio e i più vicini insediamenti erano Shekhpura e Malhipur. Gran parte della zona era coperta da foreste, i fiumi Paondhoi, Dhamola e Ganda Nala (Kregi Nala) formavano grandi paludi, il clima era umido e imperversava la malaria.

## Monumenti e luoghi d'interesse
A Saharanpur è possibile visitare il "Giardino della Compagnia", un giardino botanico tra i più vecchi dell'India, fondato prima del 1750. Chiamato Farahat-Baksh, era originariamente un giardino ornamentale voluto da un capo locale negli anni 1770. Nel 1817 fu acquistato dalla Compagnia Inglese delle Indie Orientali. Quando il Botanical Survey of India riformò, nel 1887, la gestione delle scienze botaniche del paese, Saharanpur divenne il centro per lo studio della flora dell'India settentrionale e fu seconda solamente a Calcutta in termini di contributi alla scienza e all'economia della nazione. Oggi la gestione è privata, ma mantiene ancora molte specie di piante e fiori.
Altri luoghi da visitare sono l'Ambedkar Park, fondato dal primo ministro Mayawati e il mercato del legno intagliato in Ambala Road dove è possibile trovare esempi dell'arte di questa città. Nel mese di settembre è possibile partecipare al Gughal Mela, un divertente e storico raduno della città.

## Infrastrutture e trasporti
La città è ben collegata con le altre maggiori città da strade e ferrovie. È il maggior nodo ferroviario della North Indian Railway con due stazioni: la Railway Station Saharanpur Junction al centro della città e la Tapri Railway Station sulla Paper Mill Road.
Autobus collegano Saharanpur a città come Delhi, Meeerut, Dehradun, Haridwar, Lucknow, Moradabad, Chandigarh in ogni orario.
L'aeroporto di Saharanpur è a Sarsawa, ma è utilizzato dall'aviazione militare indiana.